# 锡古莱斯
锡古莱斯（法語：Sigoulès，法語發音：[siɡulɛs]）是法国多尔多涅省的一个旧市镇，属于贝尔热拉克区。2019年，锡古莱斯与市镇弗洛雅克合并为新市镇锡古莱斯和弗洛雅克，锡古莱斯为新市镇行政中心。

## 地理
锡古莱斯（44°45'32"N, 0°24'37"E）面积10.86 平方千米，位于法国新阿基坦大区多爾多涅省，该省份为法国西南部内陆省份，是法國本土面积第三大的省，大致对应佩里戈尔地区，北起顺时针与夏朗德省、上维埃纳省、科雷兹省、洛特省、洛特-加龙省、吉倫特省和滨海夏朗德省接壤。
与锡古莱斯接壤的市镇（或旧市镇、城区）包括：屈内日、蓬波尔、弗洛雅克、梅斯库勒、圣伊诺桑斯、泰纳克。

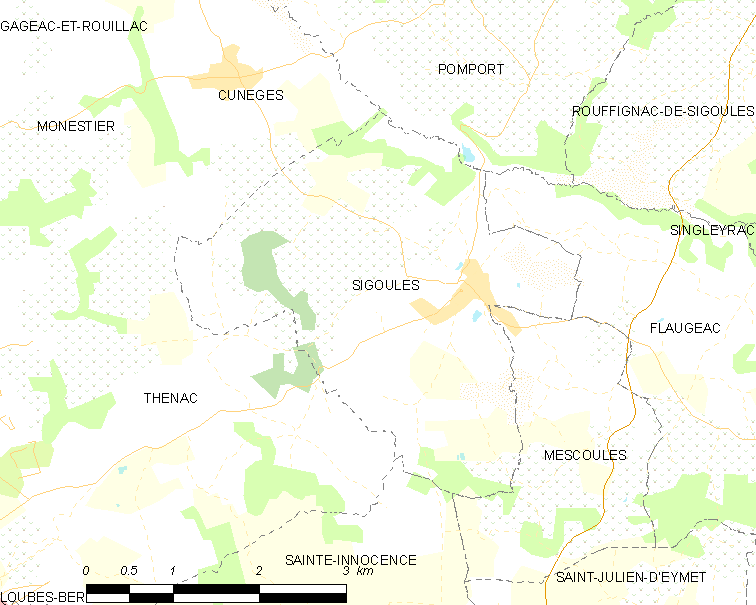
锡古莱斯的OSM定位图

锡古莱斯的时区为UTC+01:00、UTC+02:00（夏令时）。

## 行政
锡古莱斯的邮政编码为24240，INSEE市镇编码为24534。

## 政治
锡古莱斯所属的省级选区为南贝尔热拉库瓦县。

## 人口

1962-2008年间锡古莱斯人口变化图示

锡古莱斯于2017年1月1日时的人口数量为900人。